# José Gabriel de Armijo
José Gabriel de Armijo (San Nicolás de Tierranueva, San Luis Potosí; 1774 - Texca, Guerrero; 30 de septiembre de 1830) fue un militar mexicano que participó en la Independencia de México. Participó en el bando realista y en el México Independendiente, estuvo del bando centralista. 

## Primeros años
Nació en San Nicolás de Tierranueva, San Luis Potosí, en 1774. El 16 de octubre de 1795 pasó a formar parte de las milicias del Estado de San Luis Potosí como sargento de Dragones. Luego pasó a formar parte de los cuerpos militares potosínos del comandante Félix Calleja. En los años posteriores continuó formando parte del Ejército Realista hasta la Independencia de México.

## Independencia de México
Participó en las batallas de Aculco, Guanajuato, y Puente de Calderón. El 30 de septiembre de 1818 combatió a las fuerzas insurgentes de Vicente Guerrero en la Batalla de Cerro de Barrabás pero sufrió una de las más dolorosas derrotas de su vida como militar. Durante su etapa como realista se distinguió por su crueldad. En 1821, se unió al Plan de Iguala y formó parte del Ejército Trigarante.

## Primer Imperio Mexicano, República Federal y muerte
Durante el Primer Imperio Mexicano luchó en la batalla de Almolonga 1823, contra los rebeldes que eran comandados por Vicente Guerrero y Nicolás Bravo. El 11 de marzo de 1830 cuando Juan José Codallos proclamó el Plan de Fortaleza de Santiago, se le ordenó salir a combatir a Juan Álvarez. El 30 de septiembre de 1830 fue derrotado en la batalla de Texca, cerca de Acapulco y tras huir del campo de batalla fue alcanzado por los hombres de Álvarez en una barranca y muerto a machetazos, producto de  previas matanzas encabezadas por Armijo.